# Friedrich Waidacher
Friedrich Waidacher (* 15. září 1934, Štýrský Hradec) je rakouský muzeolog, vysokoškolský pedagog, jazzový bubeník, pozounista a skladatel.

## Život a kariéra
V rodném Štýrském Hradci vystudoval gymnázium a obchodní akademii, 1954–64 studoval na tamní univerzitě enografii, folkloristiku, filozofii, psychologii a dějiny umění. Živil se jako obchodník, jazzový hudebník či produkční v Rakouském rozhlasu. Po získání doktorátu nastoupil v roce 1965 do Štýrského zemského muzea Joanneum ve Štýrském Hradci (nyní Universalmuseum Joanneum), jehož byl v letech 1977–94 ředitelem. V letech 1987–94 byl lektorem muzeologie na Mezinárodní letní škole muzeologie v Brně, od r. 1993 působil např. na univerzitách ve Vídni, Štýrském Hradci, Basileji, Kremsu, Karlsruhe či Záhřebu. V roce 2002 byl jmenován honorárním profesorem všeobecné muzeologie na univerzitě ve Štýrském Hradci, jedná se o první profesuru udělenou v tomto oboru na německojazyčných univerzitách.
Do svého penzionování v roce 1994 působil v mnoha oborových organizacích, byl prezidentem Rakouského národního výboru ICOM (1992–94), členem International Committee for Architecture and Museum Techniques (ICAMT), členem komise ceny Evropské muzeum roku (European Museum of the Year), člen představenstva Rakouského muzejního spolku. Kromě svého pedagogického působení také pracuje jako muzejní poradce a konzultant na volné noze.

## Dílo
Je autorem množství článků v odborných periodikách věnujících se muzeologii, v počátcích kariéry i folkloristice či jazzové hudbě. Jeho nejvýznamnějším dílem je Handbuch der Allgemeinen Museologie (vydaná také v roce 1999 v Bratislavě jako Príručka všeobecnej muzeológie). V ní představil muzeologický systém, ve kterém všeobecná muzeologie zahrnuje jakožto dílčí disciplíny metamuzeologii, historickou muzeologii, teoretickou muzeologii a aplikovanou muzeologii. Podstatou všeobecné muzeologie je její interdisciplinarita.
Úlohou metamuzeologie je osvětlovat vědecko-teoretický přístup muzeologie a její cíle, metody a výsledky normativně posuzovat a kriticky hodnotit.
Historická muzeologie si klade diachronicko-časové, lokální, modální a kauzální otázky, tedy na čas, místo a podmínky objevení se muzeálního fenoménu.
Teoretická muzeologie má v muzejnictví pozici základní vědy. Chce zobrazit výsledky odvozené ze sbírání, opisu a uspořádání faktů. Jejími dalšími disciplínami jsou teorie selekce, tezaurace, komunikace a institucionalizace. Teoretická muzeologie není na rozdíl od metamuzeologie normativní. Je deskriptivní, otevřená, je možno ji doplňovat, korigovat a vyvrátit.
Aplikovaná muzeologie vytváří předpoklady pro přenesení muzeologické teorie na konkrétní skutečnost celého muzejnictví. Zaměřuje se na to, aby sestavila všeobecné principy postupů a pravidel, které by měly umožnit záměrné a ověřitelné uplatňování poznatků teoretické muzeologie v muzejní praxi.

### Vybrané publikace
WAIDACHER, Friedrich. Gefäßhafnerei im Bundesland Steiermark vom 16. bis zum 20. Jahrhundert. Judenburg 1963.
WAIDACHER, Friedrich - GRÄF, Walter. Einführung in die Museumskunde. Graz 1987.
WAIDACHER, Friedrich. Appearance and content: A museum addict's observations and reflections. ICOM News 44, 1991, č. 3, s. 9–10.
WAIDACHER, Friedrich. Dealing with tourists. Museum News 52, 1992, č. 1, s. 3–5.
WAIDACHER, Friedrich. Museologie und ihre Stellung im System der Wissenschaften. Neues Museum 5, 1995, č. 3, s. 83-91.
WAIDACHER, Friedrich. Museologie – Traum und Wirklichkeit. Museumskunde 61, 1996, č. 2, s. 165–170.
WAIDACHER, Friedrich. Museologie: Helferin der Literatur? In: Dichterhäuser im Wandel, Christiane Kussin (ed.). Berlin 2001, s. 7–17.
WAIDACHER, Friedrich. Geschichte und Geschichten: Über die Darstellung von Vergangenem im Museum. In: Focus Austria, Siegfried Beer (ed.). Graz 2003.
WAIDACHER, Friedrich. Museologie – knapp gefasst. Wien 2005.